# Einhyrningur
L'Einhyrningur, toponyme islandais signifiant en français « la licorne », est un sommet d'Islande situé dans le Sud du pays qui doit son nom en référence à l'animal mythique à son pic situé sur son flanc nord. Elle s'élève à 641 mètres d'altitude entre l'Eyjafjallajökull au sud, le Tindfjallajökull au nord-ouest et le Mýrdalsjökull au sud-est, juste à l'ouest de la Markarfljótsgljúfur.